# 荻原雄一
荻原 雄一（おぎはら ゆういち、1951年2月11日 - ）は、日本の文芸評論家・小説家・写真家・翻訳家。専門は日本近代現代文学。名古屋芸術大学教授。　

## 略歴
東京都港区芝出身。学習院大学文学部国文学科卒業、埼玉大学教養学部教養学科アメリカ研究コース卒業、1977年学習院大学大学院人文科学研究科国文学専攻修士課程修了。名古屋自由学院短期大学（現名古屋芸術大学短期大学部）助教授、名古屋芸術大学助教授を経て、同大学デザイン学部教授。俳優座特別研究員。
森鷗外「舞姫」のエリスのモデルがユダヤ人だったとする説を唱える。

## 著書
- 『バネ仕掛けの夢想』昧爽社 1978　のち教育出版センター 1981
- 『文学の危機』高文堂出版社 1985
- 『消えたモーテルジャック』立風書房 1986
- 『楽園の腐ったリンゴ』立風書房 1988
- 『ゴーギャンへの誘惑』高文堂出版社 誘惑双書 1990
- 『小説鴎外の恋 永遠の今』立風書房 1992
- 『北京のスカート』高文堂出版社 1995　のちのべる出版企画
- 『サンタクロース学入門 ひもとけば、愛!』高文堂出版社 1997
- 『児童文学におけるサンタクロースの研究』高文堂出版社 1998
- 『もうひとつの憂國』夏目書房 2000
- 『サンタクロース学』夏目書房 Natsume哲学の学校 2001
- 『舞姫 エリス、ユダヤ人論』編著 至文堂 2001
- 『靖国炎上』夏目書房 2006
- 『サンタ・マニア』のべる出版企画 2008
- 『 衝撃の「実録映画」大全』(共著)洋泉社 2016

## 翻訳
- マイク・L.オギーフィールド『ニューヨークは泣かない』夏目書房 2004　のちのべる出版
- マイク・L.オギーフィールド『マリアナ・バケーション』訳・写真 未知谷 2009

## 出演番組
- Mr.TYPHOONだぜ（FM群馬）[1]